# アーシス
アーシス (Arsis) は、アメリカ合衆国・バージニアビーチ出身のメロディックデスメタル/テクニカルデスメタルバンド。当初は中心人物であるジェームス・マローンのソロプロジェクト的な扱いで、バンドメンバーにはドラマーのマイケル・ヴァン・ダインが在籍するのみであった。しかし、2006年以降は通常のバンド形態へと移行している。

## 略歴
2000年に、マサチューセッツ州ボストンのバークリー音楽大学に在籍するジェームス・マローン (Vo、G)とマイケル・ヴァン・ダイン (Ds)によってデュオとして結成。一時期スコット・シギーン (B)が参加するも、スコットは短期間で離脱しており、ジェームスとマイケル、2名のみをメンバーとして活動を継続する。スコットの脱退を受けて、ジェームスはベースも兼任している。また、2001年頃に在籍したケイティ・バーク (G)も短期間で脱退。同年に1stデモ『Demo 2001』をリリース。同デモには、スコットとケイティがゲスト参加している。翌2002年に2ndデモ『Demo 2002』をリリース。
その後、ペンシルヴァニア州のウィローティプ・レコードと契約。2004年に1stアルバム『A Celebration of Guilt』をリリースしデビューする。2005年には1stEP『A Diamond for Disease』をリリース。同EPでは、ドスのイアル・レヴィがプロデューサー及びレコーディング・エンジニアとして参加している。同年には、セッションメンバーを迎えてツアーも敢行。2006年に2ndアルバム『United in Regret』をリリース。同アルバムには、ドスのエミル・ウェスラー (G)と、のちにベーシストとしてアーシスに加入するノア・マーティン (B)がセッション参加していた。その後、5年ぶりの新メンバーとしてジョナサン・フリック (G)が加入。翌2007年には、2本のデモを収録した編集盤『As Regret Becomes Guilt』をネガティヴ・イグジステンスからリリース。同年には、初期からバンドを支えてきたマイケルが学業に専念するため脱退。これを受けて、新ドラマーにダレン・チェスカ (Ds)が加入。また、この頃までにジョナサンが脱退しており、ライアン・ナイト (G)とアーシスのアルバムでセッション経験のあるノア・マーティン (B)が加入している。これにより、今までデュオだったバンドが4人体制へと変化した。
ドイツの大手ヘヴィメタルレーベルのニュークリア・ブラストに移籍し、3rdアルバム『We Are the Nightmare』を2008年にリリース。同アルバムは、キングレコードより日本デビュー盤として発売された。しかし、この時の体制は長続きせず、ノアとダレンは早々に脱退。ライアンも2008年に加入したザ・ブラック・ダリア・マーダーのために脱退している。結局、ジェームス以外のメンバーが総入れ替えとなり、マイケル・ヴァン・ダイン (Ds)が復帰し、ニック・コードル (G)とナサニエル・カーター (B)が新加入した。当初、ニックはベーシストとして加入するはずだったが、ライアンの脱退を受けてセカンド・ギタリストを担当することとなった。ニックとマイケルは2008年に加入したが、ベーシストの選定に時間がかかり、オーディションを経てナサニエルの加入が2009年8月に決定した。2010年に4thアルバム『Starve for the Devil』をリリースするも、ナサニエルが早々に脱退しノア・マーティン (B)が復帰。2012年に入り、ニックがアーチ・エネミー加入のため脱退。マイケルも同時期に脱退している。ショーン・プリースト (Ds)とブランドン・エリス (G)が加入。2ndEP『Lepers Caress』、2013年には5thアルバム『Unwelcome』をリリースした。
2018年2月、ポーランドのアゴニア・レコードとの契約を発表した。なお、北アメリカから南アメリカについては、これまでと同様ニュークリア・ブラストからリリースされる。
2019年4月、ギタリストのブランドン・エリスに代わってテイラー・ワシントンの加入が発表された。この報告の中で、テイラーはブランドンの代役として、少なくとも2018年11月ごろよりライヴ参加していたが、今回正式に加入が決定したとのことである。なお、ブランドンは元メンバーであるライアン・ナイトの後任として2016年にザ・ブラック・ダリア・マーダーに加入しており、同バンドへの加入後に脱退したメンバーはライアンに続き2人目となった。

## メンバー

### 現メンバー
- ジェームス・マローン (James Malone) - ボーカル、ギター (2000 - )

バンドの中心人物。サイド・プロジェクトのネクロマンシング・ザ・ストーンでも活動。
- テイラー・ワシントン (Taylor Washington) - ギター (2019 - )

パラディン、サイバリティックでも活動。
- ノア・マーティン (Noah Martin) - ベース (2007 - 2008, 2010 - )

ストラクチャ―・オヴ・インヒューマニティ、エイヴィアン、ダーク・エンパイア、リリトゥなどでも活動。
- ショーン・プリースト (Shawn Priest) - ドラムス (2012 - )

### 旧メンバー
- ケイティー・バーク (Kathy Burke) - ギター (2001)
- ジョナサン・フラリック (Jonathan Fralick) - ギター (2006 - 2007)
- ライアン・ナイト (Ryan Knight) - ギター (2007 - 2009)

ザ・ブラック・ダリア・マーダーに加入した後、脱退した。
- ニコラス・"ニック"・コードル (Nicholas "Nick" Cordle) - ギター (2009 - 2012)

アーチ・エネミーに加入した後、脱退した。
- ブランドン・エリス (Brandon Ellis) - ギター (2012 - 2019)

ザ・ブラック・ダリア・マーダーに加入した後、脱退した。カンナビス・コープス、ストラクチャー・オヴ・インヒューマニティなどでも活動。フィントロール、サイロシスのライヴ・ミュージシャンを務めたこともある。
- スコット・シギーン (Scot Seguine) - ベース (2000)
- ナサニエル・カーター (Nathaniel Carter) - ベース (2009 - 2010)
- マイケル・ヴァン・ダイン (Michael Van Dyne) - ドラムス (2000 - 2007, 2009 - 2012)
- ダレン・チェスカ (Darren Cesca) - ドラムス (2007 - 2008)

## ディスコグラフィー

### アルバム
- A Celebration of Guilt (2004)
- United in Regret (2006)
- We Are the Nightmare (2008)
- Starve for the Devil (2010)
- Unwelcome (2013)
- Visitant (2018)

### コンピレーション
- As Regret Becomes Guilt (2007)

デモを収録した編集盤

### デモ・EP
- Demo 2001 (Demo, 2001)
- Demo 2002 (Demo, 2002)
- A Diamond for Disease (EP, 2005)
- Lepers Caress (EP, 2012)